# Joe Burton
Joseph William Burton, detto Joe (Soboba, 2 novembre 1990), è un cestista statunitense, di origini luiseñe.

## Palmarès
- LNB Pro B: 1 MVP

Évreux: 2015-16